# FIA ecoRally Cup 2023
La FIA ecoRally Cup 2023 è stata la stagione 2023 del Campionato del mondo di rally per veicoli ad alimentazione elettrica organizzato dalla Federazione Internazionale dell'Automobile e sviluppato in gare di regolarità e minor consumo. Ha visto lo svolgimento di otto gare di regolarità in sette paesi.

## Calendario e risultati
| Data                           | Gara                                  | 1º posto                                                        | 2º posto                                                         | 3º posto                                                                   |
| ------------------------------ | ------------------------------------- | --------------------------------------------------------------- | ---------------------------------------------------------------- | -------------------------------------------------------------------------- |
| 26-28 gennaio 2023             | Östersund Winter Eco Rally            | Guido Guerrini (pilota) Artur Prusak (co-pilota)                | Vincent Mucchielli (pilota) Antoine Maxime (co-pilota)           | Didier Malga (pilota) Anne-Valérie Bonnel (co-pilota)                      |
| 26-28 gennaio 2023             | Östersund Winter Eco Rally            | Kia eNiro                                                       | Kia EV6                                                          | Hyundai Kona                                                               |
| 3-5 marzo 2023                 | Eco Rallye de la Comunitat Valenciana | Eneko Conde Pujana (pilota) Lukas Sergnese Bermúdez (co-pilota) | José Antonio Luján Suárez (pilota) Aday Luján Falcón (co-pilota) | Ricardo Gonzales Pozueta (pilota) José Manuel Salas Fontevilla (co-pilota) |
| 3-5 marzo 2023                 | Eco Rallye de la Comunitat Valenciana | Kia eNiro                                                       | Renault Zoe                                                      | Kia eNiro                                                                  |
| 24-25 marzo 2023               | Czech New Energies Rallye             | Ondřej Hunčovský (pilota) Tereza Hunčovská (co-pilota)          | Eneko Conde Pujana (pilota) Lukas Sergnese Bermúdez (co-pilota)  | Michal Žďárský (pilota) Jakub Nábělek (co-pilota)                          |
| 24-25 marzo 2023               | Czech New Energies Rallye             | Volkswagen e-Up                                                 | Kia eSoul                                                        | Hyundai Kona                                                               |
| 28 aprile - 1º maggio 2023     | Oeiras Eco Rally Portugal             | Michal Žďárský (pilota) Jakub Nábělek (co-pilota)               | Pedro Morais (pilota) Silvia Coutinho (co-pilota)                | Nuno Serrano (pilota) Alexandre Berardo (co-pilota)                        |
| 28 aprile - 1º maggio 2023     | Oeiras Eco Rally Portugal             | Hyundai Kona                                                    | Hyundai Ioniq                                                    | Kia eNiro                                                                  |
| 18-20 agosto 2023              | E-Rallye du Chablais                  | Annullato                                                       | Annullato                                                        | Annullato                                                                  |
| 8-9 settembre 2023             | Mahle Eco Rally                       | Franko Špacapan (pilota) Sebastajan Kobal (co-pilota)           | Eneko Conde Pujana (pilota) Lukas Sergnese Bermúdez (co-pilota)  | Aljoša Makarovič (pilota) Tadej Špacapan (co-pilota)                       |
| 8-9 settembre 2023             | Mahle Eco Rally                       | Kia eNiro                                                       | Kia eNiro                                                        | Renault Zoe                                                                |
| 29 settembre - 1º ottobre 2023 | Eco Rallye Bilbao-Petronor            | Pedro Morais (pilota) Silvia Coutinho (co-pilota)               | Michal Žďárský (pilota) Jakub Nábělek (co-pilota)                | Guido Guerrini (pilota) Artur Prusak (co-pilota)                           |
| 29 settembre - 1º ottobre 2023 | Eco Rallye Bilbao-Petronor            | Hyundai Ioniq                                                   | Hyundai Kona                                                     | Kia eNiro                                                                  |
| 18-22 ottobre 2023             | eRallye Monte Carlo                   | Eneko Conde Pujana (pilota) Lukas Sergnese Bermúdez (co-pilota) | Guido Guerrini (pilota) Artur Prusak (co-pilota)                 | Michal Žďárský (pilota) Jakub Nábělek (co-pilota)                          |
| 18-22 ottobre 2023             | eRallye Monte Carlo                   | Kia eNiro                                                       | Kia eNiro                                                        | Hyundai Kona                                                               |
| 9-11 novembre 2023             | EcoDolomites GT                       | Guido Guerrini (pilota) Artur Prusak (co-pilota)                | Michal Žďárský (pilota) Jakub Nábělek (co-pilota)                | Eneko Conde Pujana (pilota) Lukas Sergnese Bermúdez (co-pilota)            |
| 9-11 novembre 2023             | EcoDolomites GT                       | Kia eNiro                                                       | Hyundai Kona                                                     | Kia eNiro                                                                  |

## Classifiche

### Piloti
| Punti | Pilota (prime posizioni) |
| ----- | ------------------------ |
| 81    | Michal Žďárský           |
| 80    | Guido Guerrini           |
| 77    | Eneko Conde Pujana       |
| 32    | Franko Špacapan          |
| 27    | Pedro Morais             |
| 21    | Didier Malga             |

### Co-piloti
| Punti | Co-pilota (prime posizioni) |
| ----- | --------------------------- |
| 81    | Jakub Nábělek               |
| 80    | Artur Prusak                |
| 77    | Lukas Sergnese Bermúdez     |
| 27    | Silvia Coutinho             |
| 27    | Sebastjan Kobal             |
| 21    | Anne-Valérie Bonnel         |

### Costruttori
| Punti | Marca (prime posizioni) |
| ----- | ----------------------- |
| 111   | Kia                     |
| 94    | Hyundai                 |
| 42    | Renault                 |
| 41    | Volkswagen              |
| 36    | Peugeot                 |
| 22    | Tesla                   |